# Boudang Touilbéré
Boudang Touilbéré est un village du Cameroun situé dans le département de la Bénoué et la Région du Nord, à proximité de la frontière avec le Nigeria. Il fait partie du lamidat et de la commune de Touroua. Le village se situe à environ est située à 9 km de Touroua. Sa population n'est pas référencée dans le recensement de 2005 réalisé par le Bureau central des recensements et des études de population (BUCREP). 